# Иванов, Михаил Михайлович (борец)
Михаил Михайлович Иванов (род. 14 февраля 1989, Екюндю, Якутская АССР) — российский борец вольного стиля, бронзовый (2009) и серебряный (2008) призёр чемпионатов мира среди юниоров, бронзовый (2019) и серебряный (2007) призёр чемпионатов России, победитель и призёр всероссийских и международных турниров, мастер спорта России. Выступал в весовых категориях до 50, 55 и 57 кг. Его наставниками были Дмитрий Винокуров, Владимир Афанасьев, Иван Ситцев и Александр Софронов. В 2014 году стал вторым на турнире призы Дана Колова и Николы Петрова в Софии (Болгария) и прервал свою спортивную карьеру. Вернулся на ковёр через три года. После возвращения стал победителем «Кубка Тахти» в Керманшахе (Иран) и бронзовым призёром чемпионата страны 2019 года.

## Спортивные результаты
- Чемпионат России по вольной борьбе 2007 года — ;
- Первенство мира среди юниоров 2008 года — ;
- Первенство мира среди юниоров 2009 года — ;
- Кубок Тахти  2011 года — ;
- Турнир на призы Дана Колова и Николы Петрова 2013 года — ;
- Турнир на призы Дана Колова и Николы Петрова 2014 года — ;
- Мемориал Вацлава Циолковского 2014 года — ;
- Чемпионат России по вольной борьбе 2019 года — ;
- Кубок Тахти  2019 года — ;